# Spilosoma sakaguchii
Spilosoma sakaguchii är en fjärilsart som beskrevs av Matsumura 1930. Spilosoma sakaguchii ingår i släktet Spilosoma och familjen björnspinnare. Inga underarter finns listade i Catalogue of Life.